# Männiku (Tallinn)
Männiku (úředně Männiku asum, tedy „čtvrť Männiku“) je jedna ze čtvrtí estonského hlavního města Tallinnu, náležející do městské části Nõmme.

## Dějiny
Prvním historickým dokladem o osídlení území dnešní čtvrti je Mellinův atlas z roku 1798, který jihozápadně od Nõmme uvádí sídlo jménem Suklemi. Na pozdějších mapách z 19. a počátku 20. století zde při cestě z Tallinnu do Saku najdeme zájezdní hostinec Valdeki nebo Valdeku, zatímco oblast od hostince směrem na Raku nese jméno Suklema.
Roku 1901 protla tuto jinak téměř neosídlenou oblast nová úzkokolejná železniční trať Tallinn–Viljandi. Když v roce 1912 začaly práce na Námořní pevnosti Petra Velikého, zabrala území kolem krčmy Valdeku armáda pro přímé potřeby stavby i pro ubytování dělníků a carských úředníků. Vyrostly zde nejprve vojenské a stavební sklady, následně byla plánována výstavba obytného Romanovova zahradního města (Romanovi aedlin). Pro lepší dopravní spojení byla roku 1914 poblíž Valdeku zřízena nová železniční zastávka Männiku, nazvaná tak podle okolních borů. Vybudování Romanovova zahradního města zabránila válka, železniční zastávka však zůstala a s ní i jméno, které se rozšířilo na celou sídelní oblast.
Po válce se Männiku začalo rozrůstat o další obytnou zástavbu, jejíž administrativní příslušnost byla zprvu sporná. V roce 1923 bylo výnosem ministerstva vnitra potvrzeno, že celá oblast je součástí městyse Nõmme.